# Lisnivka (Lisnivka), Sakî
Lisnivka (în ucraineană Ліснівка) este localitatea de reședință a comunei Lisnivka din raionul Sakî, Republica Autonomă Crimeea, Ucraina.

## Demografie
Componența lingvistică a localității Lisnivka
     Rusă (65,14%)
     Tătară crimeeană (22,14%)
     Ucraineană (10,55%)
     Alte limbi (0,36%)
Conform recensământului din 2001, majoritatea populației localității Lisnivka era vorbitoare de rusă (65,14%), existând în minoritate și vorbitori de tătară crimeeană (22,14%) și ucraineană (10,55%).